# Verdrag van Brömsebro (1645)

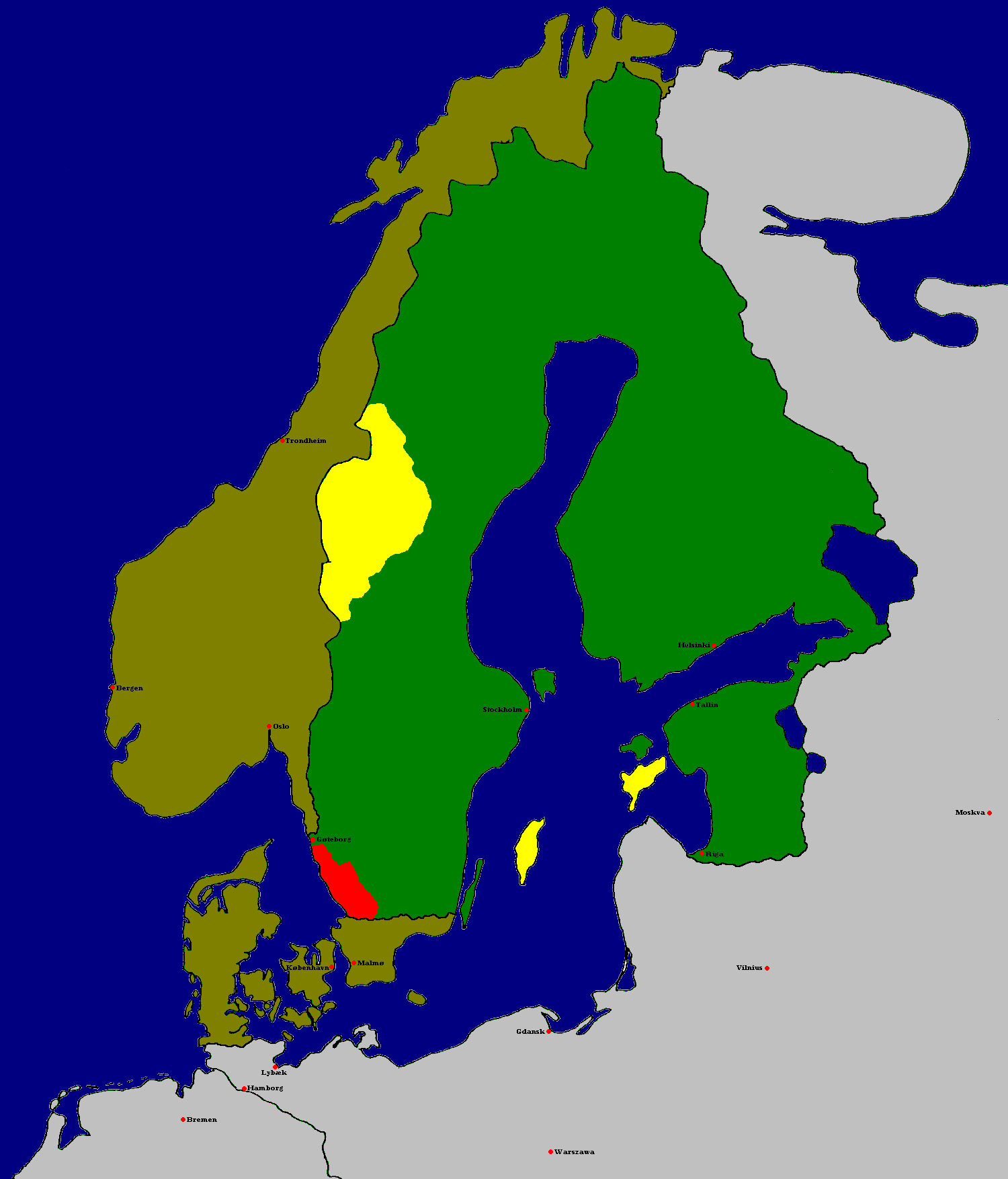
De Vrede van Brömsebro in 1645. Bruin: Denemarken-Noorwegen; Groen: Zweden; Geel: de provincies Jämtland, Härjedalen, Idre en Särna en de Baltische eilanden Gotland en Ösel, die werden overgedragen aan Zweden; Rood: de provincie Halland, die voor 30 jaar werd overgedragen

De Vrede van Brömsebro werd getekend op 13 augustus 1645 en beëindigde de Deens-Zweedse Oorlog (een lokaal conflict dat op 1643 was begonnen en onderdeel was van de grotere Dertigjarige Oorlog) tussen Zweden en Denemarken-Noorwegen. Onderhandelingen voor het verdrag begonnen in februari van hetzelfde jaar in het plaatsje Brömsebro. De militaire macht van Zweden dwong Denemarken er uiteindelijk toe om de Zweedse eisen in te willigen en dus werden de provincies Jämtland, Härjedalen, Idre en Särna en de Baltische eilanden Gotland en Ösel afgedragen. Tevens werden Zweedse schepen vrijgesteld van tol in Deense wateren. Daarnaast verkreeg Zweden de Deense provincie Halland voor een periode van 30 jaar om deze vrijstelling zeker te stellen. Uiteindelijk werd het verdrag door de Vrede van Roskilde (1658) opgevolgd, waarbij Denemarken nog meer concessies moest doen.